# Psapharochrus laetificus
Psapharochrus laetificus là một loài bọ cánh cứng trong họ Cerambycidae.